# Lepyronia koreana
Lepyronia koreana är en insektsart som beskrevs av Matsumura 1915. Lepyronia koreana ingår i släktet Lepyronia och familjen spottstritar. Inga underarter finns listade i Catalogue of Life.